# Championnat du Cameroun de football 1984
Navigation
Saison précédente Saison suivante
La saison 1984 du Championnat du Cameroun de football était la 24e édition de la première division camerounaise, la MTN Elite 1. Les équipes sont regroupées au sein d'une poule unique, où chaque équipe affronte tous les adversaires de sa poule 2 fois, à domicile et à l'extérieur.
C'est l'équipe du Tonnerre Yaoundé, champion en titre, qui termine en tête du championnat cette année. C'est le 3e titre de champion de son histoire. Les résultats et classement complet de cette saison restent inconnus.

## Les clubs participants
| - Dynamo Douala - Tonnerre Yaoundé - Canon Yaoundé - Union Douala - Unisport Bafang - Foudre Sportive d'Akonolinga - FC Rail Douala - Promu de D2 - Lion de Yaoundé | - Etoile Filante Garoua - Entente Ngaoundéré - PWD Bamenda - Dragon Douala - Dihep Di Nkam - Federal Founbam - Kohi de Maroua - Participant inconnu |

## Compétition

### Classement partiel
| Rang | Équipe               | Pts | J | G | N | P | Bp | Bc | Diff |
| ---- | -------------------- | --- | - | - | - | - | -- | -- | ---- |
| 1.   | Tonnerre Yaoundé (C) |     |   |   |   |   |    |    |      |
| 2.   | Canon Yaoundé        |     |   |   |   |   |    |    |      |
| 3.   | FC Rail Douala (P)   |     |   |   |   |   |    |    |      |
| 4.   | Union Douala         |     |   |   |   |   |    |    |      |

|  | Qualifié pour la Coupe des clubs champions africains 1984     |
|  | Qualifié pour la Coupe d'Afrique des vainqueurs de coupe 1984 |

## Bilan de la saison
| Tableau d'Honneur                   |                  |
| Compétition                         | Vainqueur        |
| Championnat du Cameroun de football | Tonnerre Yaoundé |
| Coupe du Cameroun                   | Dihep Di Nkam    |

| Qualifications continentales                 |                  |
| Coupe des clubs champions africains 1984     | Qualifié         |
| Premier tour                                 | Tonnerre Yaoundé |
| Coupe d'Afrique des vainqueurs de coupe 1984 | Qualifiés        |
| Premier tour                                 | Dihep Di Nkam    |

| Promotion et relégation |                                             |
| Relégués en 2e division | Foudre Sportive d'Akonolinga Kohi de Maroua |
| Promus en MTN Elite 1   | Inconnus                                    |